# Les Fortifs

Les Fortifs est un téléfilm français réalisé par Marco Pico en 1987.

## Synopsis
Dans la banlieue parisienne durant la seconde guerre mondiale, une famille est condamnée à accueillir les Allemands dans leur garage pour les loger.  

## Fiche technique
- Titre : Les Fortis
- Réalisation : Marco Pico
- Scénario et dialogues : Catherine Lefrançois
- Musique : Olivier Lartigue
- Durée : 1h30 minutes
- Date de diffusion : 17 juin 1987 sur Antenne 2

## Distribution
- Christine Dejoux : Jacqueline
- Hélène Surgère : Blanche
- Paul Crauchet : Germain
- Anouk Grinberg : Paulette
- Frédéric Dudoignon : Robert
- Jean-Claude Leguay : Jean
- Daniel Martin : Hans
- Maryline Even : Suzanne
- Tsilla Chelton : la dame en bleu